# Stopče
Stopče este o localitate din comuna Šentjur, Slovenia, cu o populație de 255 de locuitori.